# Duatartessus sepikensis
Duatartessus sepikensis är en insektsart som beskrevs av Evans 1981. Duatartessus sepikensis ingår i släktet Duatartessus och familjen dvärgstritar. Inga underarter finns listade i Catalogue of Life.